# Ladislav Hejdánek
Ladislav Hejdánek (ur. 10 maja 1927 w Pradze, zm. 28 kwietnia 2020 tamże) – czeski profesor, filozof, rzecznik Karty 77.

## Życiorys
Urodził się w Pradze. Był studentem filozofii i socjologii na Uniwersytecie Karola. Swoją pracę pt. „Pojęcie prawdy i niektóre jego przesłanki ontologiczne” obronił u Jana Blahoslava Kozáka. Po studiach pracował w brygadach pracy, a następnie przez 2 lata odbywał służbę wojskową. Po odbyciu służby pracował przez 12 lat w Instytucie Medycyny w Pradze. Na początku lat sześćdziesiątych publikował w pismach literackich. W 1968 został zatrudniony w Instytucie Filozofii Czechosłowackiej Akademii Nauk. W 1971 roku został zwolniony z powodu czystki. Od 1970 roku prowadził prywatne seminaria filozoficzne. Po 1980 roku seminaria odbywały się w każdy poniedziałek.
W 1971 roku został aresztowany, a w następnym roku  skazany na 9 miesięcy więzienia za agitację antypaństwową. Po pół roku wyszedł z więzienia. Pracował jako portier nocny, stróż, palacz, i magazynier. W 1985 roku zrezygnował z pracy zawodowej. W tymże roku założył czasopismo filozoficzno-teologiczne Reflexe.
W 1976 roku podpisał się pod deklaracją Karty 77. Opublikował listy do przyjaciela (Dopisy přiteli). Wyjaśniały one sens powstania deklaracji oraz oporu przeciw reżimowi. Po śmierci Jana Patočki został jej rzecznikiem. W 1979 na skutek fali aresztowań: Václava Bendy, Jiříego Dienstbiera i rezygnacji Zdeny Tominovej ponownie pełnił tę funkcję.

## Po upadku komunizmu
Od 1990 wykładał na Wydziale Teologii Ewangelickiej na Uniwersytecie Karola. W tym samym roku habilitował się, a w 1992 roku został profesorem. Do 1996 roku prowadził wykłady na wydziale filozofii. Pod koniec życia sprawował funkcję kierownika Katedry Filozofii Wydziału Teologii Ewangelickiej.

## Życie prywatne
Jest żonaty, ma cztery córki. Jego żona była aresztowana w [1971 za działalność antypaństwową.

## Nagrody i wyróżnienia
- Nagroda im. Jana Palacha (1985)
- Doktorat honoris causa Uniwersytetu w Amsterdamie (1987)
- Order Tomáša Garrigue Masaryka III klasy (1995)[2]